# ハワード・ジョンソン
ハワード・マイケル・ジョンソン（Howard Michael Johnson、1960年11月29日 - ）は、アメリカ合衆国フロリダ州クリアウォーター出身の元プロ野球選手（三塁手、遊撃手、外野手）。右投両打。ニックネームは「HO JO」（ホー ジョー、HOWARDのHOとJOHNSONのJOの部分を合わせた）。

## 経歴

### プロ入りとタイガース時代
クリアウォーター高校では投手を務め、卒業時の1978年のMLBドラフトでニューヨーク・ヤンキースから23巡目に指名されるが、セントピータース大学への進学をちらつかせて入団せず、翌年1月の追加ドラフトでデトロイト・タイガースから1巡指名され、契約した。
すぐに内野手に転向し、1981年にはAA級バーミングハム・バロンズで22本塁打を打つ。
1982年4月14日にメジャーデビューを果たした。しかし打率.188と不振で、5月にはマイナー降格となった。8月中旬にメジャーに再昇格を果たすと、9月には打率.405の好成績を収めた。
1983年の開幕はメジャーで迎えることができたが、打撃不振のため5月には再びマイナー降格となり、そのまま再昇格はならなかった。
1984年は主にトム・ブルッケンズとプラトーンでの起用で116試合に出場し、12本塁打を放つ。この年チームはワールドシリーズでサンディエゴ・パドレスを破ってワールドチャンピオンとなった。

### メッツ時代
1984年シーズン終了後、ウォルト・テレルとの交換でニューヨーク・メッツに移籍した。
1985年はレイ・ナイトと三塁のポジションを争うが、ショートのラファエル・サンタナの打撃不振もあり、ショートで出場する機会も多かった。
1986年はさらに新人ケビン・ミッチェル（1989年のナ・リーグMVP、のちダイエーにも所属）と三人でサードを争うが、ナイトが開幕から好調で三塁に定着し、ジョンソンはショートを守る機会が多くなった。故障もあって88試合の出場にとどまったが、10本塁打を放った。
1986年7月22日のシンシナティ・レッズ戦では延長10回に乱闘で3選手が退場となり、2人のピッチャーが野手として出場する異常事態になったが、この試合の14回にジョンソンが3ランホームランを放って試合を決めている。この年メッツはワールドシリーズでボストン・レッドソックスを破り、ジョンソン自身2個目のワールドシリーズリングを手にすることができた。ワールドシリーズでの先発出場は第2戦のみであった。
この年のオフにナイトがFAでボルチモア・オリオールズに、ミッチェルがトレードでサンディエゴ・パドレスに移籍したこともあり、1987年には開幕から三塁のポジションをつかんだ。この1987年には一気にブレイクし、157試合で打率こそ.265に終わったが、36本塁打99打点、さらに32盗塁を記録し、チームメイトのダリル・ストロベリーともども「The 30-30 Club」（30本塁打30盗塁）の一員となった。同じシーズンで同一チームで2人が30-30を達成するのは史上初であった。ただし守備の方は相変わらず不安定で三塁・遊撃合計で26失策を記録し、あわや史上初の「30-30-30」（最後の30は失策）を記録するところであった。この年の36本塁打はスイッチヒッターの本塁打のナ・リーグ記録（当時）を53年ぶりに更新した。
1988年は24本塁打を放つも、打率.230の低打率に終わる。この年終盤に鮮烈なデビューを果たした新人グレッグ・ジェフリーズを三塁に起用してジョンソンをトレードで放出するという噂もされたが、1989年には奮起。ジェフリーズを二塁に追いやり、36本塁打41盗塁を記録し、2度目の「30-30」を達成。同年はオールスター初出場を果たし、シーズン途中で引退しながらファン投票で選出されたマイク・シュミットに代わって先発出場。同年は、シルバースラッガー賞も受賞した。
1991年に38本塁打30盗塁で通算3度目の「30-30」を達成。内野手としての自身の失策の多さと、右翼手ヒュービー・ブルックスの故障もあり、後半に外野に転向。三塁で18失策、遊撃で11失策、そして外野で2失策を記録し、ついに史上初の「30-30-30」を達成してしまった。ただしこの1991年には38本塁打・117打点でナ・リーグの本塁打王、打点王の2冠王に輝いている。1991年のシーズン38本塁打、及びナ・リーグでの通算209本塁打はいずれも当時スイッチヒッターのナ・リーグ記録であったが、前者は1996年にメッツの後輩トッド・ハンドリーが41本塁打で更新。後者も1997年に、一時メッツでチームメイトであったボビー・ボニーヤ（当時マーリンズ）によって更新された。
また、この年ナ・リーグの本塁打と打点の2冠王となったが、ナ・リーグのスイッチヒッターでこの2冠を獲得したのは2015年終了時点でジョンソンのみである。スイッチヒッターの打点王もナ・リーグ史上初で、2002年にランス・バークマンが2人目となった。同年は三塁手として2度目のシルバースラッガー賞を受賞した。
また、「30-30」を三回達成したのは、当時ボビー・ボンズ（バリー・ボンズの父）に次いで大リーグ史上二人目であった。2015年終了時点で他に3回以上達成したのはボビー、バリーのボンズの親子とアルフォンソ・ソリアーノのみである。
1992年には外野に完全に転向するが打撃不振で、1993年には再び三塁に戻るも、この年も不振に終わる。1993年限りでFAでメッツから移籍した。

### 以後
1994年には、その前年に新参入したコロラド・ロッキーズと契約したが、1994年から1995年のMLBストライキのため8月に終わったこのシーズンでの打率は.211に終わり、解雇される。
翌1995年はシカゴ・カブスと契約したが、この年も.115の大不振に終わり、8月には解雇され、そのまま引退した。
1996年に、1998年からの新規参入が決まっていたタンパベイ・デビルレイズ傘下のマイナーリーグのコーチとなるが、1997年にメッツで現役復帰を試みるも失敗。その後、メッツとスカウトとして契約。
2001年以降はメッツ傘下のマイナーのコーチ・監督を歴任し、2007年にはメッツの一塁ベースコーチに昇格し、12シーズンぶりにメジャーのユニフォームに袖を通した。シーズン途中には打撃コーチに配置変更され、2010年まで務める。前後するが、2007年のMLBドラフトで息子のグレン・ジョンソンがメッツから36巡目指名されている。
2014年からはシアトル・マリナーズで打撃コーチを務めていたが、2015年6月20日よりマイナーでの指導に回ることになった。

### コルクバット疑惑
1987年には、あまりの急成長に、バットの芯にコルクを詰める「コルクバット」（ルール違反）疑惑が巻き起こった。疑惑をもったヒューストン・アストロズの監督ハル・ラニアーが、ある試合でジョンソンがホームランを打ったバットを回収し、X線検査を行ったところ、結果は「クロ」だったという。ただしその検査結果はあくまでも非公式なもので、他の試合も含めジョンソンのコルクバット使用は立証されず、あくまでも疑惑に終わり、処分は受けなかった。
逆にアストロズのビリー・ハッチャーがこの年9月のシカゴ・カブスとの試合中に、折れたバットからコルクが出てきて「現行犯」であったため、この試合の退場、罰金、及び10試合の出場停止処分を課せられている。ハッチャーは「自分のバットが全部折れたため、投手のデーブ・スミスからバットを借りた。」と言い、当のスミスは「あのバットは投手陣で打撃練習をする時に、『誰が一番打球を飛ばせるか』という賭けをする際に使用するバットだった。」と弁明していた。ジョンソンを挙げようとしたアストロズからコルクバット使用の現行犯が出てきたのは皮肉である。

## 詳細情報

### 年度別打撃成績
| 年 度      | 球 団      | 試 合 | 打 席 | 打 数 | 得 点 | 安 打 | 二 塁 打 | 三 塁 打 | 本 塁 打 | 塁 打 | 打 点 | 盗 塁 | 盗 塁 死 | 犠 打 | 犠 飛 | 四 球 | 敬 遠 | 死 球 | 三 振 | 併 殺 打 | 打 率 | 出 塁 率 | 長 打 率 | O P S |
| ---------- | ---------- | ----- | ----- | ----- | ----- | ----- | -------- | -------- | -------- | ----- | ----- | ----- | -------- | ----- | ----- | ----- | ----- | ----- | ----- | -------- | ----- | -------- | -------- | ----- |
| 1982       | DET        | 54    | 173   | 155   | 23    | 49    | 5        | 0        | 4        | 66    | 14    | 7     | 4        | 1     | 0     | 16    | 1     | 1     | 30    | 3        | .316  | .384     | .426     | .810  |
| 1983       | DET        | 27    | 74    | 66    | 11    | 14    | 0        | 0        | 3        | 23    | 5     | 0     | 0        | 0     | 0     | 7     | 0     | 1     | 10    | 1        | .212  | .297     | .348     | .645  |
| 1984       | DET        | 116   | 402   | 355   | 43    | 88    | 14       | 1        | 12       | 140   | 50    | 10    | 6        | 4     | 2     | 1     | 1     | 1     | 67    | 6        | .248  | .324     | .394     | .718  |
| 1985       | NYM        | 126   | 428   | 389   | 38    | 94    | 18       | 4        | 11       | 153   | 46    | 6     | 4        | 1     | 4     | 10    | 0     | 0     | 78    | 6        | .242  | .300     | .393     | .693  |
| 1986       | NYM        | 88    | 253   | 220   | 30    | 54    | 14       | 0        | 10       | 98    | 39    | 8     | 1        | 1     | 0     | 31    | 8     | 1     | 64    | 2        | .245  | .341     | .445     | .786  |
| 1987       | NYM        | 157   | 645   | 554   | 93    | 147   | 22       | 1        | 36       | 279   | 99    | 32    | 10       | 0     | 3     | 83    | 18    | 5     | 113   | 8        | .265  | .364     | .504     | .868  |
| 1988       | NYM        | 148   | 594   | 495   | 85    | 114   | 21       | 1        | 24       | 209   | 68    | 23    | 7        | 2     | 8     | 86    | 25    | 3     | 104   | 6        | .230  | .343     | .422     | .765  |
| 1989       | NYM        | 153   | 655   | 571   | 104   | 164   | 41       | 3        | 36       | 319   | 101   | 41    | 8        | 0     | 6     | 77    | 8     | 1     | 126   | 4        | .287  | .369     | .559     | .928  |
| 1990       | NYM        | 154   | 668   | 590   | 89    | 144   | 37       | 3        | 23       | 256   | 90    | 34    | 8        | 0     | 9     | 69    | 12    | 0     | 100   | 7        | .244  | .319     | .434     | .753  |
| 1991       | NYM        | 156   | 658   | 564   | 108   | 146   | 34       | 4        | 38       | 302   | 117   | 30    | 16       | 0     | 15    | 78    | 12    | 1     | 120   | 4        | .259  | .342     | .535     | .877  |
| 1992       | NYM        | 100   | 410   | 350   | 48    | 78    | 19       | 0        | 7        | 118   | 43    | 22    | 5        | 0     | 3     | 55    | 5     | 2     | 79    | 7        | .223  | .329     | .337     | .666  |
| 1993       | NYM        | 72    | 280   | 235   | 32    | 56    | 8        | 2        | 7        | 89    | 26    | 6     | 4        | 0     | 2     | 43    | 3     | 0     | 43    | 3        | .238  | .354     | .379     | .733  |
| 1994       | COL        | 93    | 269   | 227   | 30    | 48    | 10       | 2        | 10       | 92    | 40    | 11    | 3        | 0     | 3     | 39    | 2     | 0     | 73    | 2        | .211  | .323     | .405     | .728  |
| 1995       | CHC        | 87    | 206   | 169   | 26    | 33    | 4        | 1        | 7        | 60    | 22    | 1     | 1        | 0     | 2     | 34    | 0     | 1     | 46    | 2        | .195  | .330     | .355     | .685  |
| 通算：14年 | 通算：14年 | 1531  | 5715  | 4940  | 760   | 1229  | 247      | 22       | 228      | 2204  | 760   | 231   | 77       | 9     | 57    | 692   | 105   | 17    | 1053  | 61       | .249  | .340     | .446     | .786  |

- 各年度の太字はリーグ最高

### タイトル
- 本塁打王 1回：1991年
- 打点王 1回：1991年

### 表彰
- シルバースラッガー賞 2回：1989年、1991年
- MLBオールスターゲーム選出 2回：1989年、1991年
- 月間MVP 2回：1989年5月、1991年5月
- 30-30（30本塁打30盗塁） 3回：1987年、1989年、1991年

### 背番号
- 5 (1982年 - 1983年途中)
- 20 (1983年途中 - 1991年途中、1992年 - 1995年、2008年 - 2010年)
- 44 (1991年途中 - 同年終了)
- 52 (2007年)
- 10 (2014年 - 2015年)